# Alessandro Moreschi
Alessandro Moreschi (11. november 1858 i landsbyen Monte Compatri - 21. april 1922) var en italiensk kastratsanger i bel canto-traditionen. Han var den eneste kastratsanger, der levede længe nok til at få sin stemme foreviget på lydoptagelser. En repræsentant fra Gramophone & Typewriter Company - forgænger til His Master’s Voice - blev sendt til Rom for at gøre optagelser af koret og pave Leo 13.s stemme, men blev fascineret af de ulige solostemmer. I årene 1902-04 indspillede Moreschi 18 numre, både som solist og korsang.
Moreschi blev vistnok først kastreret som 7-årig efter at have pådraget sig brok. I folketroen kunne kastration bøde på ulige sygdomme.
I 1871 blev han sendt til Rom for at gå i en skole for kordrenge ved kirken San Salvatore in Lauro på Marsmarken. Den 13-årige Moreschi var skolens eneste kastrat, og må have følt sig meget forskellig fra de andre elever, selv om de fysiske tegn på kastration - fedtpuder over hofter og bryst - ikke var udprægede hos ham. Kastration af mennesker blev forbudt i Italien i 1870, og manglen på kastratsangere skaffede Moreschi en kometkarriere ved Vatikanet. Hans stemmepragt gav ham tilnavnet l’Angelo di Roma ("Englen fra Rom").
Da Moreschi blev optaget ved Det sixtinske kapels kor, var der kun seks andre kastratsangere i koret; de var alle ældre end ham, og ingen andre mestrede den krævende sopranstemme i Miserere, der fremføres årligt i den hellige uge. En ulempe var dog at Moreschi, der havde fået smagen på berømmelse under sekulære forestillinger, havde lagt sig nogle diva-nykker til. Efter en koncert kunne han finde på at spankulere rundt i mængden "som en påfugl" for at modtage hyldesten.
I 1902 fik korets leder, Lorenzo Perosi, overtalt pave Leo 13. til ikke at tage flere kastratsangere ind. Perosi kaldte dem "abnorme mænd". Det var derfor overraskende, at netop Perosi holdt messen ved Moreschis begravelse i kirken San Lorenzo in Damaso i Rom.
Moreschi er stedt til hvile på Roms kirkegård Cimitero del Verano, hvor han deler grav med en anden kastratsanger, sin ven og kollega contralto'en Domenico Salvatori (1855-1910).